# Аттанасио, Аннабель
Аннабель Аттанасио (англ. Annabelle Attanasio; род. 11 мая 1993) — американская актриса и режиссёр итальянского происхождения.

## Карьера
Аттанасио дебютировала на телевидение в 2004 году, снявшись в эпизоде сериала «Город будущего». В 2015 году она сыграла роль Дороти Уолкотт во втором сезоне драмы канала Cinemax «Больница Никербокер», а в 2016 году появилась в фильме Netflix «Барри».
Аттанасио дебютировала в качестве режиссёра и сценариста в 2016 году, сняв короткометражный фильм Frankie Keeps Talking, в котором она также сыграла одну из ролей.
В 2016 году Аттанасио получила одну из главных ролей компьютерного эксперта Кейбл Маккрори в телевизионной юридической драме канала CBS «Булл», созданной в соавторстве с её отцом Полом Аттанасио. Она снималась в сериале на протяжении двух сезонов, пока 13 июля 2018 года не стало известно, что она не вернется в третий сезон и покинет сериал, чтобы снять полнометражный фильм.
Первый полнометражный фильм Аттанасио получил название «Микки и медведь». Его премьера состоялась в 2019 году на фестивале South by Southwest. Фильм получил высокие оценки от критиков. Международная премьера фильма «Микки и медведь» состоялась на Каннском кинофестивале, а затем он был включен в конкурсную программу фестиваля американского кино в Довиле.
В 2019 году Аттанасио сняла короткометражный фильм Safe Space.

## Фильмография
| Год       |     | Русское название         | Оригинальное название     | Роль                 |
| --------- | --- | ------------------------ | ------------------------- | -------------------- |
| 2004      | с   | Город будущего           | Century City              | девочка              |
| 2009      | с   | Доктор Хаус              | House                     | Джордан              |
| 2012      | кор | —                        | Out of the Blue           | Андреа               |
| 2013      | кор | —                        | The Swing of Things       | светская львица      |
| 2013      | кор | —                        | Disposable                | Дженна               |
| 2014      | ф   | Взросление и другая ложь | Growing Up and Other Lies | любопытная студентка |
| 2014      | кор | —                        | Anchovies                 | Ингрид               |
| 2014      | кор | Блондинка                | Blonde                    | блондинка            |
| 2015      | с   | Пощёчина                 | The Slap                  | молодая женщина      |
| 2015      | с   | Больница Никербокер      | The Knick                 | Дороти Уолкотт       |
| 2015      | кор | —                        | Drooler                   | Кэссиди              |
| 2016      | кор | —                        | Changed Names             | Мэдисон              |
| 2016      | кор | —                        | Frankie Keeps Talking     | девушка              |
| 2016      | ф   | Покрась это чёрным       | Paint It Black            | Аманда Уан           |
| 2016      | ф   | Барри                    | Barry                     | Сильвия              |
| 2016      | тф  | —                        | Dr. Del                   | Джесси Энн           |
| 2016—2018 | с   | Булл                     | Bull                      | Кейбл Маккрори       |
| 2017      | кор | —                        | Cecile on the Phone       | продавщица бутика    |
| 2018      | кор | —                        | One Eye Small             | Зои                  |